# 蘇奧嫩約基

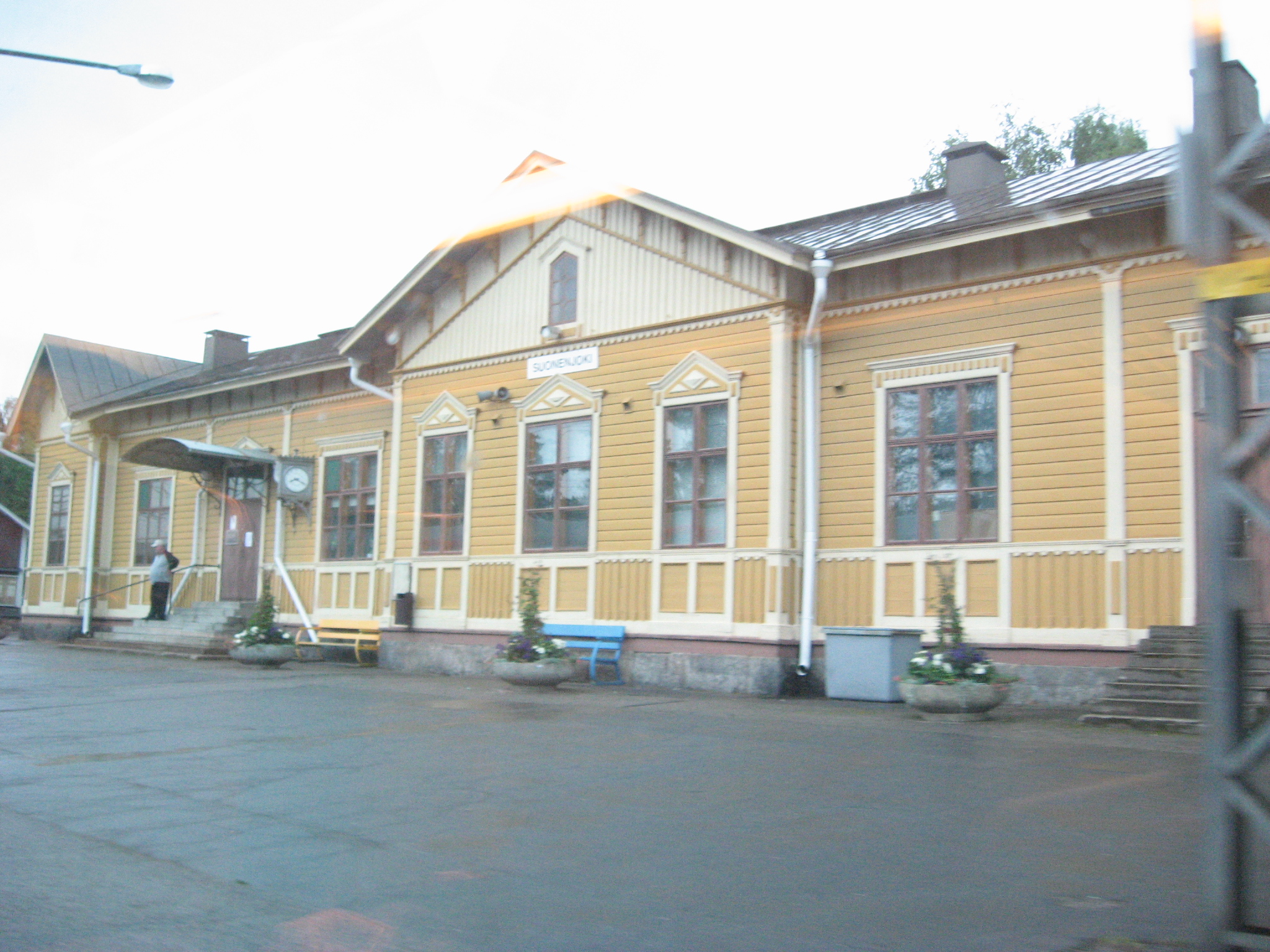

蘇奧嫩約基（芬蘭語：Suonenjoki）是芬蘭的城鎮，位於該國中部，距離庫奧皮奧50公里，由北薩沃尼亞區負責管轄，面積862.33平方公里，2012年人口7,561，其中約99%居民的母語是芬蘭語。

## 外部連結
- Town of Suonenjoki （页面存档备份，存于） – Official website （文）